# Gelbbrænding
Gelbbrænding er en særlig bejdsning af messinggenstande, hvorved de får en smukkere guldfarvet overflade end metallet normalt har. Bejdsen kan bestå af svovlsyre, salpetersyre, kogsalt og evt. glanssod eller savsmuld. Gelbbrænden kan være enten blank eller mat. I det sidste tilfælde tilsættes også zink, salmiak og svovlblomme (pulveriseret svovl).
Bejdsen kræver udsugning af dampene, og genstandene skal lakeres for ikke at løbe an.